# Ангольское течение
Ангольское течение проходит вдоль западного побережья Африки в южном направлении. Оно образует восточный участок циклонического круговорота Гвинейского залива и сформировано водами Южного Пассатного противотечения и Бенгельского течения.
Было обнаружено в ходе океанографической экспедиции АтлантНИРО (подразделение ВНИРО) и описано группой во главе с Морошкиным. Первоначально было названо «Южным течением», но название сочли неудачным и его переименовали в «Ангольское», по названию страны у побережья которой оно проходит.